# ادسون (بازیکن فوتبال، زاده ۱۹۹۰)
ادسون دوس سانتوس رییس (به پرتغالی: Edson dos Santos Reis) مهاجم اهل برزیل است که در شهر Conceição do Jacuípe و در تاریخ ۲۶ فوریهٔ ۱۹۹۰ به دنیا آمده‌است.
ادسون دوس سانتوس رئیس در تیم‌های فوتبال Vitória سابقهٔ حضور دارد.